# Aarthi Agarwal
Aarthi Agarwal (Nueva Jersey, 5 de marzo de 1984-6 de junio de 2015) fue una actriz nacida en Estados Unidos y nacionalizada india, activa en la industria del cine Telugu hasta su fallecimiento en 2015.

## Carrera
Agarwal nació el 5 de marzo de 1984. Cuando estaba en su adolescencia, el actor Sunil Shetty la vio y la invitó a bailar en un escenario de Filadelfia, Pensilvania. Después de la actuación, le pidió a su padre que la animara a actuar en Bollywood. A los 16 años, debutó en la película Paagalpan.
Agarwal hizo su debut en el cine Telugu en Nuvvu Naaku Nachav con el actor Venkatesh. Se convirtió en una de las pocas actrices que no hablaban telugu en trabajar con reconocidos actores indios como Chiranjeevi, Nandamuri Balakrishna, Akkineni Nagarjuna, Prabhas, Mahesh Babu y Ravi Teja.
En 2005 el diario The Hindu informó que Agarwal había intentado suicidarse después de haber sido hospitalizada con lesiones internas en la cabeza en el Hospital Apollo de Hyderabad.
El 6 de junio de 2015, Agarwal fue declarada muerta a su llegada al Centro Médico Regional AtlantiCare en Atlantic City, Nueva Jersey. Agarwal, que se había sometido a una cirugía de liposucción seis semanas antes, tenía problemas respiratorios graves antes de morir. Se declaró finalmente que la causa de su muerte fue un paro cardíaco.

## Filmografía
| Año  | Título                   | Rol              | Idioma | Notas   |
| ---- | ------------------------ | ---------------- | ------ | ------- |
| 2001 | Paagalpan                | Roma Pinto       | Hindi  |         |
| 2001 | Nuvvu Naaku Nachav       | Nandini          | Telugu |         |
| 2002 | Nuvvu Leka Nenu Lenu     | Krishna Veni     | Telugu |         |
| 2002 | Allari Ramudu            | Mythili          | Telugu |         |
| 2002 | Indra                    | Snehalatha Reddy | Telugu |         |
| 2002 | Nee Sneham               | Amrutha          | Telugu |         |
| 2002 | Bobby                    | Bhagyamathi      | Telugu |         |
| 2003 | Palnati Brahmanayudu     | Sruthi           | Telugu |         |
| 2003 | Vasantham                | Nandini          | Telugu |         |
| 2003 | Winner                   |                  | Tamil  |         |
| 2003 | Veede                    | Mangathaayaru    | Telugu |         |
| 2004 | Nenunnanu                | Sruthi           | Telugu |         |
| 2004 | Adavi Ramudu             | Madhulatha       | Telugu |         |
| 2005 | Chhatrapati              |                  | Telugu |         |
| 2005 | Narasimhudu              | Canción          | Telugu |         |
| 2005 | Soggadu                  | Swati            | Telugu |         |
| 2005 | Sankranthi               |                  | Telugu |         |
| 2005 | Bambara Kannaley         |                  | Tamil  |         |
| 2006 | Andala Ramudu            | Radha            | Telugu |         |
| 2008 | Gorintaku                | Nandini          | Telugu |         |
| 2008 | Deepavali                |                  | Telugu |         |
| 2009 | Posani Gentleman         | Neeraja          | Telugu |         |
| 2011 | Vanakanya Wonder Veerudu |                  | Telugu |         |
| 2015 | Ranam 2                  |                  | Telugu |         |
| 2016 | Aame Evaru?              |                  | Telugu | Póstuma |